# Église de la Sainte-Trinité de Frederiksted
Pour les articles homonymes, voir Église de la Sainte-Trinité.
L'église de la Sainte-Trinité est une église luthérienne située à Frederiksted, dans les Îles Vierges des États-Unis.

## Historique
Cette église a été construite en 1792 pour remplacer une structure en bois datant de 1766.

## Architecture

### Architecture extérieure
Cette église a été modifiée au fil des années. La base de la tour est antérieure à la coupole et fait peut-être partie de la structure de 1792. Les pignons et les fleurons sont des modifications du début du XIXe siècle. La chaire était centrée sur l'autel mais a été déplacé vers le coin nord-est. Malgré les modifications apportées à l'intérieur, la taille et l'ambiance de l'église d'origine restent,.